# If I Let You Go
«If I Let You Go» — песня ирландской группы Westlife, изданная в качестве второго сингла с дебютного альбома этого музыкального коллектива.
Авторами композиции стала группа шведских композиторов и поэтов-песенников в составе Дэвида Крюгера, Пера Магнуссона (соавтора таких хитов Westlife, как «Fool Again», «My Love») и Йоргена Элофссона («Fool Again», «My Love», «Unbreakable»).
Сингл, вышедший в Великобритании 9 августа 1999 года, дебютировал на первой строчке британского хит-парада и стал вторым хитом № 1 Westlife в Соединённом Королевстве. Сингл получил серебряный статус в Великобритании с суммарными продажами 300,273 экземпляра по состоянию на апрель 2008 года.
Режиссёром видеоклипа на песню выступил Свен Хардинг. Съёмки проходили на острове Тенерифе, что в Атлантическом океане.

## Список композиций

### Великобритания (CD1)
1. If I Let You Go(Radio Edit) — 3:40
2. Try Again — 3:35
3. Enhanced CD

### Великобритания (CD2)
1. If I Let You Go(Radio Edit) — 3:40
2. If I Let You Go(Extended Version) — 6:09
3. Interview with Andi Peters — 7:24

### Австралия (CD)
1. If I Let You Go(Radio Edit) — 3:40
2. Try Again — 3:35
3. If I Let You Go(Extended Version) — 6:09
4. Enhanced CD

## История релизов сингла
| Страна         | Дата релиза      |
| -------------- | ---------------- |
| Великобритания | 9 августа 1999   |
| Австралия      | 26 сентября 1999 |

## Позиция в чартах
| Страна             | Высшая позиция в чарте |
| ------------------ | ---------------------- |
| Австралия          | 13                     |
| Бельгия (Flanders) | 7                      |
| Великобритания     | 1                      |
| Германия           | 50                     |
| Ирландия           | 1                      |
| Нидерланды         | 19                     |
| Новая Зеландия     | 8                      |
| Норвегия           | 1                      |
| Финляндия          | 7                      |
| Швейцария          | 25                     |
| Швеция             | 6                      |